# أنجي سيبيدا
أنجيليكا ماريا سيبيدا خيمينيز (2 أغسطس 1974 –) المعروفة باسم أنجي سيبيدا هي ممثلة وعارضة كولومبية، اشتهرت خلال مشاركتها في تيلينوفيلا باسم بوبري ديابلا (بالإسبانية: Pobre Diabla) ، وكذلك من خلال فيلم الحب في زمن الكوليرا وفيلم الكابتن بانتوخا والخدمات الخاصة. كما أنها أخت الممثلة الشابة لورنا باز.

## حياتها
ولدت أنجي في 2 أغسطس 1974 قرطاجنة الكولومبية، وتحديدا في مدينة بارانكيا الصناعية. بعد انفصال والديها اختارت العيش مع والدتها مع شقيقتيها (بما فيهمن لورنا).
أقامت أنجي علاقة مع الممثل الأرجنتيني دييغو توريس خلال السنوات بين 1996 و 2004.

## أعمالها

### الأفلام
- 2016: بذرة الصمت (La semilla del silencio)
- 2015: الخيول البرية (Wild Horses)
- 2014: الفيل المفقود (El elefante desaparecido)
- 2013: ليلة في المكسيك القديمة (A Night in Old Mexico)

### المسلسلات
- 2012: بابلو إيسكوبار: رب المخدرات (Pablo Escobar: El Patrón del Mal)
- 2010: المحميات (Los protegidos)
- 2008: الخروج من المكان (Fuera de lugar)
- 2005: رياح الشتاء (Vientos de agua)

## جوائز وترشيحات

### جوائز كاتالينا الهندية
| السنة | الفئة                | العمل      | النتيجة |
| ----- | -------------------- | ---------- | ------- |
| 1998  | أفضل ممثل تيلينوفيلا | لاس خواناس | فوز     |
| 1996  | أفضل ممثل تيلينوفيلا | شمعة       | رُشِّح     |
| 1994  | ممثل العام           | لعنة الجنة | فوز     |

### مجلة شعب إسبانيا
| السنة | الفئة      | العمل             | النتيجة |
| ----- | ---------- | ----------------- | ------- |
| 2012  | أفضل ممثلة | إسكوبار، سيد الشر | رُشِّح     |

### جوائز تيفي ونوفيلاز
| السنة | الفئة                 | العمل      | النتيجة |
| ----- | --------------------- | ---------- | ------- |
| 2012  | أفضل ممثلة تيلينوفيلا | لاس خواناس | رُشِّح     |
| 1996  | أفضل ممثلة تيلينوفيلا | شمعة       | رُشِّح     |
| 1994  | ممثل العام            | لعنة الجنة | رُشِّح     |

### جوائز جريدة التجارة
| السنة | الفئة      | العمل        | النتيجة |
| ----- | ---------- | ------------ | ------- |
| 2014  | أفضل ممثلة | الفيل الضائع | رُشِّح     |